# Nanae Sasaya
Nanae Sasaya (ささや ななえ Sasaya Nanae?, Ashibetsu, 31 de enero de 1950 – 8 de junio de 2024), también conocida por el seudónimo Nanaeko Sasaya (ささや ななえこ Sasaya Nanaeko?), fue una artista de manga japonesa. Estuvo asociada con el Grupo del 24.

## Biografía
Sasaya nació el 31 de enero de 1950, en Ashibetsu, Subprefectura de Sorachi, Hokkaido, siendo la menor de una familia de cuatro hijos. A pesar de los deseos de su padre, que quería que sus cuatro hijos fueran maestros, ella eligió seguir una carrera como artista de manga. A los 20 años, comenzó a trabajar en la revista de manga Ribon, donde se hizo conocida por sus historias de terror con temas ocultos. Sasaya se asoció con el Year 24 Group, un grupo de artistas de manga femeninas que surgieron en la década de 1970 y son conocidas por su innovación en el shōjo manga (historietas para chicas).
En 1990, Sasaya ganó el Premio de Excelencia en el 19º Japan Cartoonists Association Award por su serie de manga Okamehachimoku (おかめはちもく?), un manga autobiográfico sobre su vida con su esposo. En 1994, después de leer Oya ni Naruhodo Muzukashii Koto wa Nai (親になるほど難しいことはない?), un libro sobre el abuso infantil por la periodista Atsuko Shiina（椎名 篤子）, adaptó el libro al manga Kōritsuita Me (凍りついた瞳?  tdl. Frozen Eyes). El manga, que fue serializado en la revista de manga You en 1996, es acreditado con influir en la adopción de nuevas leyes sobre abuso infantil en Japón el 24 de mayo de 2000, y recibió el Premio Educativo Avon en 2004.
En 1996, cambió su seudónimo a "Nanaeko Sasaya". En 2017, fue profesora en la Facultad de Manga de la Kyoto Seika University.
Sasaya murió el 8 de junio de 2024, a la edad de 74 años.